# Langowo
Langowo (Łęgi, cz. Langov,  niem. Langenau) – wieś w Polsce, w województwie opolskim, w powiecie głubczyckim, w gminie Baborów.
Do 2023 miejscowość była kolonią wsi Tłustomosty.
W latach 1975–1998 kolonia administracyjnie należała do ówczesnego województwa opolskiego.

## Historia
Historycznie miejscowość leży na tzw. polskich Morawach, czyli na obszarze dawnej diecezji ołomunieckiej. Pierwotnie z Tłustomostami należała do Margrabstwa Moraw, nawet po wydzieleniu z niego księstwa opawskiego, które to co najmniej od końca XV wieku było już uważane za część Górnego Śląska, jednak miejscowość pozostała częścią Moraw jako część kietrzańskiej enklawy na Śląsku.
Po wojnach śląskich znalazła się w granicach Prus i powiatu głubczyckiego. Mieszkańcy identyfikowali się jako Morawcy. W granicach Polski od końca II wojny światowej. Po drugiej wojnie światowej Morawców uznano za ludność polską i pozwolono im pozostać. Po 1956 nastąpiła fala emigracji do Niemiec.